# Svenskt Diplomatariums huvudkartotek
Svenskt Diplomatariums huvudkartotek (SDHK) är ett numera digitalt register över de svenska medeltidsbreven. Det gäller brev eller uppgifter om brev, som på något sätt berör Sverige och svenska förhållanden från år 817 fram till 1540. Registret omfattar uppgifter om omkring 45 000 brev och medger en rad olika sökmöjligheter, bland annat på personer, orter, datum och viktiga sakuppgifter. Det är tillgängligt gratis på Internet.
Medeltidsbreven ges ut i den tryckta utgåvan Diplomatarium Suecanum, där man nu (2017) har kommit fram till breven från år 1380. I en sidoserie benämnd Svenskt Diplomatarium har breven från 1400–1420 givits ut. Båda serierna sammanfattas numera under beteckningen Svenskt Diplomatarium. Alla dessa tryckta brev har skannats in och korrekturlästs och kan nu fritextsökas via SDHK. Detsamma gäller delar av de vatikanhandlingar som har tryckts i appendix-serierna Acta Pontificum Svecica (APS Cam., APS Poen.). Sammanlagt rör det sig för närvarande om cirka 12 000 brev. I SDHK finner man också utförliga upplysningar om brevens källor och tradering, det vill säga hur och i vilken form de har bevarats, och i många fall hänvisningar till litteratur. Varje brev i SDHK har fått ett SDHK-nummer som skiljer sig från de nummer som breven kan ha fått i Diplomatarium Suecanum (DS) och Svenskt Diplomatarium (SD).